# لژیون دوم پاتریک
لژیون دوم پارتی (انگلیسی: Legio II Parthica) یک لژیون رومی از ارتش امپراتوری روم بود که در سال ۱۹۷ پس از میلاد توسط امپراتور سپتیمیوس سوروس (ح. ۱۹۳–۲۱۱) برای لشکرکشی علیه شاهنشاهی اشکانی تأسیس شد. لژیون دوم پارتی هنوز در اوایل قرن پنجم فعال بود. نماد لژیون یک سانتور بود.